# خلود فقيه
خلود فقيه، محامية وقاضية فلسطينية، عينت عام 2009 وأسمهان الوحيدي في منصب قاضي شرعي، وتعدان أول امرأتين تتوليان هذا المنصب في فلسطين.

## تعليمها ومسيرتها المهنية
درست الحقوق في جامعة القدس وتخرجت بشهادة البكالوريوس عام 1999، ونالت الماجستير من الجامعة نفسها عام 2007 عن رسالة في القانون الدولي الخاص. حصلت عام 2001 على إجازة المحاماة الشرعية من ديوان قاضي القضاة، وإجازة المحاماة النظامية من نقابة المحامين. عملت محامية في مكتبها الخاص، ومستشارة قانونية لمركز المرأة للإرشاد القانوني والاجتماعي لأكثر من ثماني سنوات.
عينت في شباط 2009 قاضية شرعية بمرسوم من رئيس السلطة الفلسطينية محمود عباس.
متزوجة وأم لأربعة أطفال.

## فيلم
كانت الفقيه الشخصية الرئيسية في فلم «القاضية» (بالإنجليزية: The Judge)‏ الوثائقي للمخرجة الأمريكية ايريكا كوهين الذي تناول قضايا المرأة الفلسطينية.